# Ichthyophoniasis
Die Ichthyophoniasis ist eine systemische Mykose die hauptsächlich bei Salzwasserfischen, teilweise auch  bei Süßwasserfischen, auftritt. In beiden Fällen kann sie zu hohen Verlusten unter den befallenen Tieren führen. Wegen der Ähnlichkeit der histologischen Veränderungen besteht bei der Diagnose die Gefahr der Verwechslung mit der Fischtuberkulose.

## Erreger
Auslöser ist wahrscheinlich der Pilz Ichthyosporidium hoferi oder aber auch mehrere nah miteinander verwandte Erreger. Im Allgemeinen wird I. hoferi den Eipilzen zugeordnet, es ist aber noch nicht abschließend geklärt, ob es sich wirklich um einen Pilz handelt.
Besonders anfällig für Infektionen ist der Atlantische Hering. Insbesondere im Winter und Frühjahr treten an der nordamerikanischen Ostküste regelmäßig Epidemien auf. Auch eine Vielzahl anderer Meeresfische kann befallen werden. Erkrankungen von Süßwasserfischen werden hauptsächlich auf infiziertes Futter zurückgeführt, daneben werden aber auch Ruderfußkrebse als mögliche Infektionsquelle diskutiert.

## Symptome
Grundsätzlich sind die Symptome denen der Fischtuberkulose sehr ähnlich. Es finden sich in Organen und Muskulatur mit Bindegewebe abgekapselte Granulome, die so genannten Sporen, bis zu einer Größe von 250 μm. Begleiterscheinungen sind Abmagerung, „Glotzaugen“, Hautgeschwüre und Bauchwassersucht. Beim sehr anfälligen Hering tritt, insbesondere an den Seiten, ein „Sandpapiereffekt“ der Haut durch Knötchenbildung auf. Die Erkrankung verläuft chronisch.

## Diagnose und Therapie
Die Diagnose erfolgt anhand der histologischen Veränderungen, wobei insbesondere Auskeimstadien der Sporen einen sicheren Nachweis ermöglichen.
Eine effektive Behandlung ist derzeit nicht bekannt. Befallene Tiere können nur getötet und die Haltungsbedingungen verbessert werden. Um die Einschleppung in Fischzuchten zu vermeiden, dürfen keinesfalls unsterilisierte Fischabfälle verfüttert werden.

## Gefährdung für Menschen
Eine Ansteckungsgefahr für den Menschen durch Ichthyosporidium hoferi ist nicht wahrscheinlich. Das Fleisch befallener Fische verströmt einen unangenehmen Geruch und sollte nicht verzehrt werden. 